# Permocupedoidea
Permocupedoidea zijn een uitgestorven superfamilie van kevers uit de onderorde Protocoleoptera.

## Taxonomie
De superfamilie is als volgt onderverdeeld:
- Familie Permocupedidae Martynov, 1933  †
- Familie Taldycupedidae Rohdendorf, 1961  †